# Katharsis (Psychologie)
Katharsis (altgriechisch κάθαρσις „Reinigung“) bezeichnet in der Psychologie die Hypothese, dass das Ausleben innerer Konflikte und verdrängter Emotionen zu einer Reduktion dieser Konflikte und Gefühle führt. Vornehmlich wird von Katharsis gesprochen, wenn durch das – auch symbolische – Ausdrücken oder Kanalisieren von Aggressionen, wie das Schlagen auf einen Sandsack, oder das ersatzweise Ausleben aggressiver Gefühle in fiktiver bzw. virtueller Form (z. B. über Theater, Film, Videospiel) eine Reduktion negativer Emotionen (Ärger, Wut) erzielt werden soll. Die auf Aristoteles basierende, populäre Annahme der kathartischen Wirkung von aggressiven Handlungen ist umstritten und wurde vielfach widerlegt.

## Theorie
Der Begriff Katharsis stammt aus der griechischen Antike, wurde von Platon auf Leib und Seele angewandt und hat etwa die Konnotationen, die auch Reinigung im Deutschen aufweist. Dort wird er unter anderem in der Medizin bei der Anwendung von Brechmitteln verwendet, aber auch im Kontext der rituellen Reinigung. Besondere Wirkung hat Aristoteles’ Verwendung von ‚Katharsis‘ in der Poetik. Dort spricht er in seiner Tragödientheorie von der Katharsis durch Jammer/Rührung und Schrecken/Schauder (von griechisch éleos und phóbos, was durch Lessing in irreführender Weise mit Mitleid und Furcht übersetzt wurde; siehe auch Poetik: Tragödiendefinition), wobei unklar bleibt, ob diese selbst gereinigt werden oder ob von den Emotionen gereinigt wird und ob vollständig oder nur von einem Übermaß dieser Emotionen. In der Folge medizinischer Interpretationen der Poetik im 19. Jahrhundert wurde der Begriff von Josef Breuer und Sigmund Freud sowie den Ethologen Konrad Lorenz und Irenäus Eibl-Eibesfeldt aufgegriffen.
Die Katharsis-Hypothese spielte zwischen 1880 und 1895 in der Psychoanalyse eine bedeutende Rolle. Freud löste sich aber allmählich von der kathartischen Methode zugunsten der freien Assoziation – einer von der Katharsis deutlich abweichenden Methode, die noch heute die Grundregel der psychoanalytischen Behandlungstechnik darstellt.

## Bewertung
Zunächst erbrachten in den 1960er Jahren Experimente Belege für obige Hypothese. Zahlreiche Replikationsversuche früherer Experimente führten dagegen nicht zu einer Bestätigung, sondern zu gegenteiligen Ergebnissen. Das Ausleben beispielsweise von Aggressionen habe also nicht den Abbau, sondern eine Steigerung aggressiver Tendenzen zur Folge. Mitte der 1980er Jahre distanzierte sich auch Seymour Feshbach (ein Hauptbefürworter) von dieser These.
In neueren Studien zur Katharsisthese zeigten unter anderem Bushman u. a., dass Probanden, die auf den Katharsisglauben geprimt wurden oder deren Katharsisglaube bewertet wurde, ein erhöhtes Aggressionspotential im Vergleich zur Kontrollgruppe hatten. Dies legt den Schluss nahe, dass bewusst hervorgerufene aggressive Handlungen sich selbst durch Feedback-Effekte unbewusst auch auf geistiger Ebene verstärken.
Einer neueren Studie zufolge, welche die Verwendung des Katharsisbegriffs untersucht hat, liegt der Idee der Medienkatharsis (Katharsis durch Beobachten und gedankliches Miterleben von Aggression in Medien) eine Begriffsverwirrung zugrunde. Demnach sei der von Feshbach verwendete Begriff eine ungewollte Vermischung von psychoanalytischen und behavioristischen Konzepten und in sich widersprüchlich.
Gleichwohl gibt es innerhalb der angewandten Psychotherapieszene vielfältige erlebnisaktivierende Verfahren, die über ein kontextloses Ausführen simpler Aggressionsübungen, wie sie in statistischen Experimentalstudien vorkommen, hinausgehen. Innerhalb eines geleiteten therapeutischen Prozesses sollen, in Bezug auf den biografischen Kontext, sogenannte emotionale Tiefungen angeregt und begleitet werden, die von einer nur intellektuellen Reflexion der Gefühle über einen minimalen emotionalen Ausdruck bis zu unwillkürlichen autonomen Körperreaktionen (Schluchzen, Schütteln) führen können. Dabei sollen primäre adaptive Emotionen, die mit dysfunktionalen emotionalen Schemata in Zusammenhang stehen, welche wiederum auf mangelhaft erfüllte Grundbedürfnisse zurückgehen, aktiviert, ausagiert und durch nachträgliche Bedürfniserfüllung modifiziert werden. Kathartische Reaktionen sind beispielsweise innerhalb der Bondingpsychotherapie, des Psychodramas und der systemischen Familienaufstellung nicht selten. Katharsis bezieht sich hier nicht ausschließlich auf Aggression, wie meist in der experimentellen Forschung, sondern auch auf andere Primärgefühle wie Trauer, Schmerz, Wut, Ekel, weiterhin auch Liebe, Freude, Lust und Dankbarkeit.
Ähnliche emotionale Tiefungsebenen bis hin zu unwillkürlichem kathartischen Gefühlsausdruck werden in unterschiedlichen psychotherapeutischen Verfahren beschrieben, so beispielsweise in der Integrativen Therapie (Hilarion Petzold, Gestalttherapie) und der oben erwähnten Bondingpsychotherapie. In der Integrativen Therapie findet sich ein differenzierendes Konzept, indem die ausagierende Katharsistheorie der Aggression und der Trauer als problematisch kritisiert wird, weil dadurch dysfunktional emotionale Bahnungen vertieft werden könnten. Vielmehr sollen sanfte Prozesse des Wiedererlebens mit kognitivem und emotionalem Durcharbeiten die Integration von belastender Lebensgeschichte fördern. In körperpsychotherapeutischer Arbeit (Leibtherapie) können durch Atem- und Bewegungsarbeit Abspeicherungen aus dem Körpergedächtnis, d. h. Interozeptionen, aufgerufen werden. Auch hier geht es nicht um eine sogenannte „kathartische Abfuhr“, wie es in vielen anderen Körperpsychotherapien vertreten wird, sondern in der Integrativen Therapie um kognitive und emotionale Beeinflussungen zu alternativen Formen des Embodiments und zur Förderung von Resilienz.